# Rößlberg
Rößlberg ist ein Ortsteil der Gemeinde Tutzing im oberbayerischen Landkreis Starnberg.

## Geografie
Die Einöde liegt circa sechs Kilometer südwestlich von Tutzing am südlichen Rand des Landkreises Starnberg. Etwa 100 Meter nördlich fließt der Kinschbach, Rößlberg ist halbkreisförmig weitläufig von Wald umgeben.

## Geschichte
Rößlberg wird erstmals im 12. Jahrhundert als Sitz Ministerialer der Grafen von Dießen-Andechs erwähnt.
Nach deren Aussterben wurde es zu einem Herrensitz der Hofmark Pähl. Im 15. Jahrhundert war Rößlberg im Besitz der Hesseloher und Schellenberger, bevor es Anfang des 16. Jahrhunderts Caspar von Berndorf erwirbt und unmittelbar mit dem jeweiligen Besitzer der Hofmark Pähl vereinigt.
Im Jahr 1722 verpfändet die Witwe des letzten Berndorfers die Hofmark samt Rößlberg an das Kloster Dießen, 1752 werden der Herrschaftssitz und zwei Tagwerkerhäusl erwähnt.
Matthäus Carl von Vieregg löst schließlich 1754 die Hofmark mit Rößlberg wieder aus. Erst 1812 wurde die Einöde vom Landgericht Weilheim an das Landgericht Starnberg übertragen und die Patrimonialgerichtsbarkeit der Herren von Vieregg aufgehoben.

### Ortsname
Der Name war ein Flurname und wurde 1157 erstmals verschriftlicht. Man schrieb damals Rossoltsperge. Es liegt ein Personenname wie Rotbold o. ä. zugrunde.

## Schloss Rößlberg

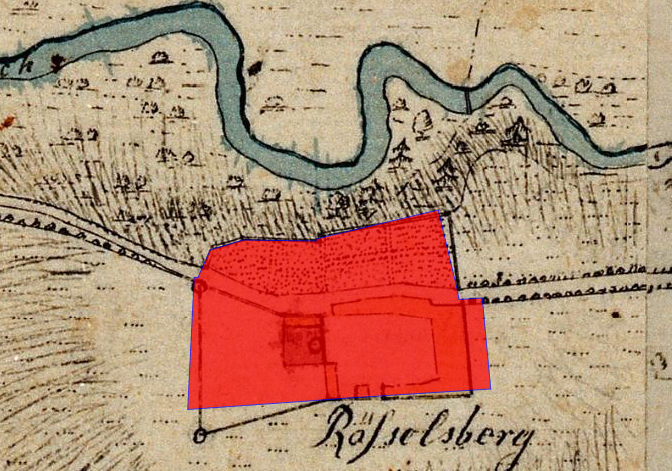
Lageplan von Schloss Rößlberg auf dem Urkataster von Bayern

Das Schloss ist ein zweigeschossiger Putzbau mit Krüppelwalmdach und verfügt über einen kleinen Erker an der Westfassade sowie einen verschindelten Dachreiter. Das Anwesen ist von einer verputzten Mauer aus dem 17. Jahrhundert umgeben und bildet eine vierseitige Anlage. Das Schloss liegt südlich des mäandrierenden Kinschbaches.
Der Keller des Schlosses geht auf den ursprünglichen Ministerialensitz des 12. Jahrhunderts zurück, das Herrenhaus selbst wurde größtenteils nach einem Brand 1698 neu aufgebaut.
Die Anlage ist unter der Aktennummer D-1-88-141-52 als denkmalgeschütztes Baudenkmal von Rößlberg verzeichnet. Ebenso wird sie als Bodendenkmal unter der Aktennummer D-1-8133-0066 im Bayernatlas als „untertägige mittelalterliche und frühneuzeitliche Befunde im Bereich von Schloss Rößlberg und seiner Vorgängerbauten mit zugehörigem Wirtschaftshof“ geführt.

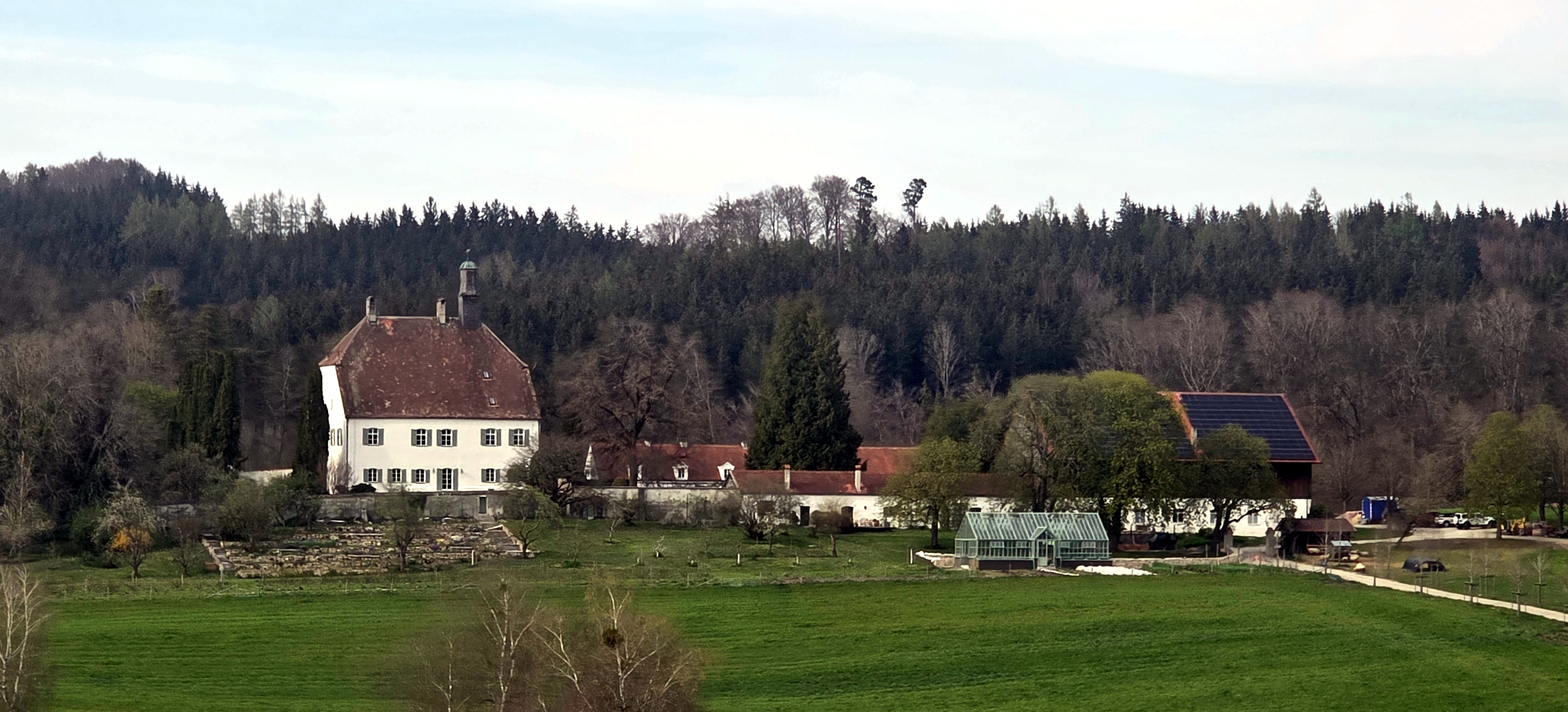
Gesamtansicht von Süden

Siehe auch: Liste der Baudenkmäler in Rößlberg